# Yu Shuxin
Yu Shuxin (chinês tradicional: 虞書欣, chinês simplificado: 虞书欣, pinyin: Yú Shūxīn, nascida em 18 de novembro de 1995), também conhecida como Esther Yu, é uma atriz e cantora chinesa. Depois de fazer sua estreia como atriz no drama Border Town Prodigal de 2016, ela ganhou reconhecimento por seu papel na série de televisão Find Yourself (2020) e I've Fallen for You (2020). Atualmente, ela também é integrante do grupo feminino chinês THE9.

## Carreira
Em 2015, Yu fez sua estreia como atriz no drama wuxia Border Town Prodigal, que estreou em 2016. Ela então desempenhou um papel coadjuvante como Consort Liu no drama histórico The Advisors Alliance. Yu posteriormente ganhou reconhecimento por sua participação no programa de variedades Grade One Freshman.
Em 2018, Yu desempenhou seu primeiro papel principal no drama de romance escolarYouth.
Em 2019, Yu estrelou a segunda temporada do drama de comédia romântica de sucesso My Amazing Boyfriend como protagonista feminina.
Em 2020, Yu ganhou popularidade e reconhecimento por seu papel como Cai Minmin no drama de sucesso Find Yourself. No mesmo ano, Yu interpretou a protagonista feminina no drama histórico de romance I've Fallen For You. Yu também participou do survival show Youth With You 2, tornando-se uma das trainees mais populares. No final, ela ficou em segundo e estreou com sucesso como integrante do THE9.

## Filmografia

### Séries televisivas
| Ano  | Título de inglês            | Título em mandarim      | Papel         | Emissora             | Notas/Ref.              |
| ---- | --------------------------- | ----------------------- | ------------- | -------------------- | ----------------------- |
| 2016 | Border Town Prodigal        | 新边城浪子              | Qing She      | Beijing TV           | Papel de apoio          |
| 2017 | The Advisors Alliance       | 大军师司马懿之军师联盟  | Liu Guiren    | Anhui TV, Jiangsu TV | Papel de apoio          |
| 2017 | Ordinary Years              | 平凡岁月                | Li Xiaoya     | Anhui TV, Beijing TV | Papel de apoio          |
| 2018 | Youth                       | 最亲爱的你              | Chen Chenchen | Youku                | Papel principal         |
| 2019 | My Amazing Boyfriend 2      | 我的奇妙男友2之恋恋不忘 | Tian Jingzhi  | Mango TV             | Papel principal         |
| 2020 | Find Yourself               | 下一站是幸福            | Cai Minmin    | Hunan TV             | Segundo papel principal |
| 2020 | I've Fallen For You         | 少主且慢行              | Tian Sanqi    | iQiyi                | Papel principal         |
| TBA  | Young Master and My Romance | 少爷与我的罗曼史        |               | Tencent Video        | Aparição como convidada |
| TBA  | Meow, Make a Wish           | 喵, 请许愿              |               | iQiyi                | Papel principal         |

### Programas televisivos
| Ano  | Título em inglês   | Título em mandarim | Papel            | Notas/Ref.                                             |
| ---- | ------------------ | ------------------ | ---------------- | ------------------------------------------------------ |
| 2016 | Grade One Freshman | 一年级·毕业季      | Membro do elenco |                                                        |
| 2020 | Youth With You 2   | 青春有你第二季     | Participante     | Ficou em segundo lugar e entrou no grupo feminino The9 |

## Discografia
| Ano  | Título em inglês       | Título em mandarim | Álbum                      | Notas/Ref. |
| ---- | ---------------------- | ------------------ | -------------------------- | ---------- |
| 2016 | "Stars"                | 星辰               | Grade One Freshman OST     | [ 10 ]     |
| 2016 | "Finally One Day"      | 终有一天           | Grade One Freshman OST     |            |
| 2019 | "Love Problem"         | 恋爱练习题         | My Amazing Boyfriend 2 OST |            |
| 2020 | "Ever Since I Met You" | 自从遇见你         | I've Fallen For You OST    |            |